# 蓋爾鎮區 (堪薩斯州馬里昂縣)
蓋爾鎮區（英語：Gale Township）為美國堪薩斯州馬里昂縣轄下的鎮區。2010年美国人口普查中此鎮區人口有219人。

## 地理
蓋爾鎮區涵蓋總面積為88.1平方（34.01平方英里），其中陸地面積為69.8平方（26.94平方英里），水域面積為18.3平方（7.07平方英里）或20.79%。海拔高度1,352（4,436英尺）。

## 人口統計
根據2010年美國人口普查，蓋爾鎮區人口有219人，其中男性有112人，女性有107人，人口密度為每平方公里2.49人，住房計151戶。鎮區內的白人有204人，非裔美國人有1人，美洲原住民有1人，亞裔美國人有0人，太平洋島裔美國人有0人，其他種族有6人，混血種族則有7人。此外鎮區內有15人為西班牙裔或拉丁裔美國人。此鎮區之年齡中位數為54.9歲，而男性年齡中位數為54.4歲，女性年齡中位數為55.8歲。

## 交通

### 主要公路
- 56號美國國道